# ピカピカ (川本真琴の曲)
「ピカピカ」は、1999年4月1日に発売された川本真琴の5枚目のシングルで、約1年振りに発売された作品でもある。発売された数ある作品の中でも大作に位置付けられ、プログレのように長時間にわたって大きな展開が行われている。プロモーションビデオは、ティム・バートンの作品や、11年後にメジャーデビューしたきゃりーぱみゅぱみゅの作品のような、非常にメルヘンチックかつファンシーな世界観に基づいて構成されている。

## 収録曲
（作詞・作曲：川本真琴／編曲：石川鉄男）
1. ピカピカ
  - アルバム『gobbledygook』収録。シングル版の歌詞は「ピカピカ」「ギザギザ」「シクシク」などの擬音が太字で表示されているが、アルバム版では細字に統一されている。
2. ハート
  - 前年のツアー川本真琴 "恋してる"ツアー 1998で既に披露されていたものをカップリング曲として収録したもの。アレンジはほぼ同じだが、歌詞はツアー時とは異なっている。
3. ピカピカ（BACKING TRACK）

## 収録アルバム
- gobbledygook (#1)
- The Complete Singles Collection 1996〜2001 (#1,2,3)